# José Marco Berges
José Marco Berges (Pedrola, Zaragoza, 10 de enero de 1950) es un empresario y expolítico español. Fue presidente de la Diputación General de Aragón, en una legislatura convulsa.

## Reseña biográfica
Licenciado en Filosofía y Letras, cursó estudios en el Seminario y en las universidades de Roma, Valencia y Zaragoza. Ejerció la docencia en Covaleda (Soria) y luego en la academia de enseñanza de la que era titular.
Comenzó su carrera política como alcalde independiente de Pedrola en 1979, ingresando posteriormente en el PSOE.
Del 09 de julio de 1987 al 27 de septiembre de 1993 fue presidente de la Diputación Provincial de Zaragoza.
Estuvo como alcalde de Pedrola hasta 1993.
Secretario General del PSOE de Aragón desde 1989. Miembro del Comité Federal del PSOE desde 1985 hasta 1993.
En 1991 encabezó la lista a las autonómicas de 1991, en las que el PSOE fue el partido más votado (30 escaños), pero no obtuvo la mayoría absoluta (34 escaños). Ello posibilitó la creación de un gobierno de coalición entre el Partido Popular (17 escaños) y el Partido Aragonés (17 escaños), y la investidura de Emilio Eiroa García (PAR) tras la precipitada renuncia de Hipólito Gómez de las Roces, que había encabezado la lista del PAR.
En septiembre de 1993, José Marco presentó una moción de censura contra el gobierno de Emilio Eiroa que triunfó en el pleno del 15 de septiembre, por lo que Marco fue proclamado nuevo presidente, con los 30 votos de su partido, los 3 de IU y el voto del tránsfuga Emilio Gomáriz, que se había pasado del PP al Grupo Mixto seis meses antes. 
En enero de 1995 el PAR solicitó la creación de una comisión para aclarar por qué, cuando se le preguntó en sesión de Cortes por su patrimonio, no había mencionado la compra de un campo de alfalfa de 200 m² que no constaba en su declaración de renta, aunque sí en la de su mujer.
En 1995 tuvo dos procesos judiciales, el de las escuchas; y el del sillón. Por este segundo fue condenado a petición del fiscal jefe de Zaragoza porque se le acusaba de haberse quedado con un sillón pagado por la Diputación de Zaragoza. Algunos de sus consejeros sugirieron a José Marco que dimitiera, pero él retardó la decisión, por considerar que no recibió el sillón, ya que la factura inculpatoria era falsa, ya que era la única hecha a mano en todo el año por esa empresa, y fechada el último domingo de julio, que no vivía en Conde Aranda 6 (Escolapios), y que no conocía al señor Blanco  a quien debía haber hecho el encargo.
Se vio obligado a abandonar la Secretaría General del PSOE-Aragón, por orden de Ciprià Císcar, fue expedientado, y suspendido de militancia.
Fracasado el intento de que al frente del Gobierno de Aragón le sucediera Ángela Abós, Ramón Tejedor Sanz se hizo cargo de la presidencia en funciones hasta las elecciones de mayo de 1995.
A resultas del proceso incoado, con motivo de las escuchas telefónicas que dicen ordenó realizar, fue condenado a seis años de inhabilitación especial.
Desde ese momento, está apartado de toda actividad política, se dedica a gestionar negocios, entre ellos la empresa de transporte Bonavía, y la gasolinera y hotel-restaurante El Castillo, situados en Pedrola (N-232).